# Gongen-zukuri
Gongen-zukuri (jap. 権現造) (również: ishinoma-zukuri (jap. 石の間造), yatsumune-zukuri (jap. 八棟造), miyadera-zukuri (jap. 宮寺造)) – styl architektury chramów shintō i mauzoleów nazywany japońskim barokiem. Styl zaczął się kształtować w okresie Azuchi-Momoyama (1573–1603) i ustalił się w Edo (1603–1868). Gongen-zukuri wykazuje bardzo silny wpływ budownictwa buddyjskiego, przez co ich odróżnienie może być trudne. 

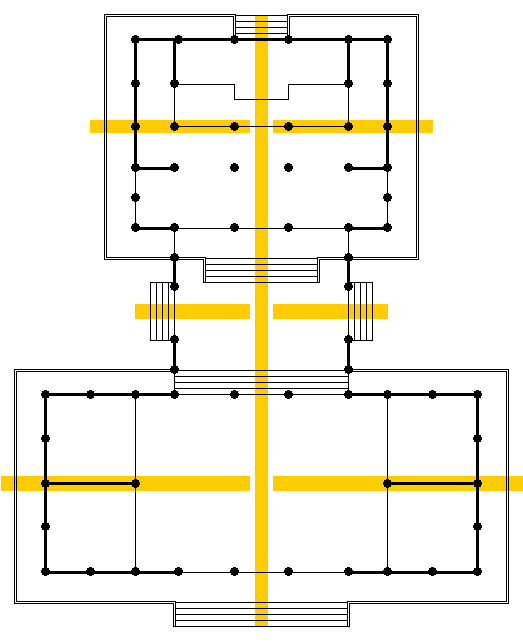
Plan głównego pawilonu chramu w styl gongen-zukuri

Cechą nadrzędną jest nagromadzenie detali dekoracyjnych. Cechą charakterystyczną jest połączenie honden i haiden mniejszym, środkowym pawilonem (nazywanym ai-no-ma (jap. 相の間) lub chūden (jap. 中殿). Jeśli wykonany jest z kamienia może być określany jako ishi-no-ma (jap. 石の間)). Poziomy podłogi w każdym z pomieszczeń mogą się różnić. Łącznik może również pełnić funkcje wotywne – nazywany jest wówczas heiden (jap. 幣殿). 
Nazwa stylu pochodzi od tytułu pośmiertnego Tōshō Daigongen (jap. 東照大権現) sioguna Ieyasu Tokugawy, który spoczął w mauzoleum Nikkō Tōshō-gū – najbardziej znany przykład tego stylu. Najstarszą zachowaną budowlą w tym stylu jest chram Ōsaki Hachiman-gū w Sendai z 1607 roku.